# Madre de Deus (kommun)
Madre de Deus är en kommun i Brasilien.   Den ligger i delstaten Bahia, i den östra delen av landet, 1 100 km öster om huvudstaden Brasília. Antalet invånare är 17 384.
Följande samhällen finns i Madre de Deus:
- Madre de Deus